# Hanbogd
Hanbogd (mongoliska: Ханбогд Сум, Ханбогд) är ett distrikt i Mongoliet.   Det ligger i provinsen Ömnögobi, i den sydöstra delen av landet, 500 km söder om huvudstaden Ulaanbaatar.